# Bartow (Poméranie occidentale)
Pour les articles homonymes, voir Bartow.
Bartow est une municipalité allemande située dans le land de Mecklembourg-Poméranie-Occidentale et l'Arrondissement du Plateau des lacs mecklembourgeois.